# Улица братьев Какабадзе
Улица Братья Какабадзе (груз. ძმები კაკაბაძეების ქუჩა) — короткая, около 300 м, улица в Тбилиси, район Мтацминда (Вера). Проходит от Площади Руставели к склонам горы Мтацминда.

## История

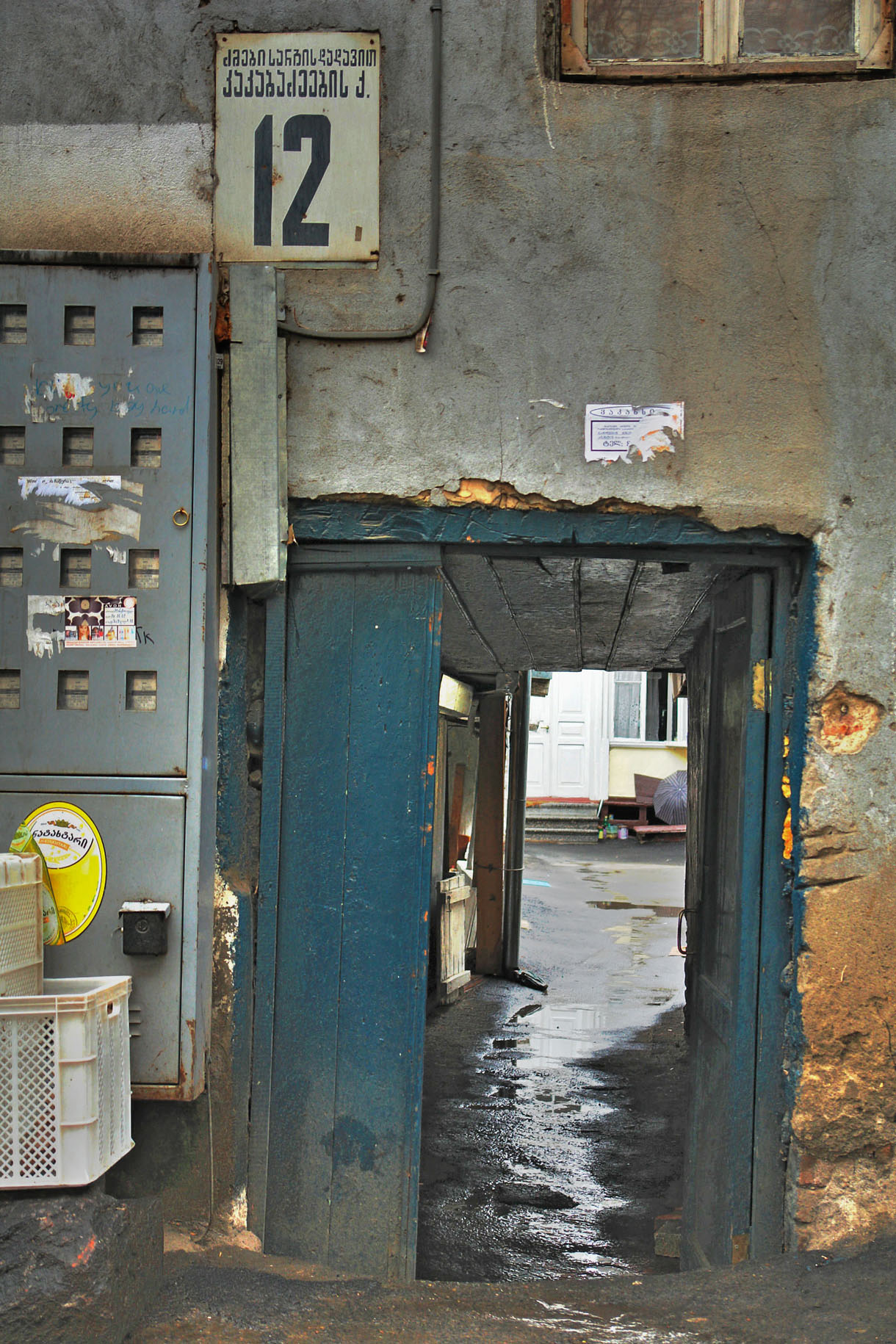

До XIX века район улицы был городской окраиной. До середины того же века улица была частью дороги через Мцхету в Россию. Прошла оврагом, который шёл к Куре. В непосредственной близости от нынешней площади Руставели находилась «Московская застава» — полицейский пропускной пункт со шлагбаумом у деревянного моста через овраг — второе русское название «Московская балка». Рядом с контрольно-пропускным пунктом было поселение отставных военнослужащих. В 1970-х годах овраг был засыпан.
Первоначальное название улицы — Московская (заложенная по плану города 1876 года) и спуск Вере (теперь улица Михаила Джавахишвили). В 1967 году улица была названа в честь Георгия Леонидзе, в 1990 году — Давида Какабадзе, позже — братьев Какабадзе (второй брат — Саргис Какабадзе), который жил на этой же улице.
На улице сохранилась застройка конца XIX века.

## Достопримечательности
д. 2 — здание Грузуголь (1941—1957 годов Чхиквадзе М. А., Чхеидзе К.), ныне — здание Академии наук Грузии

## Известные жители
д. 9 — Иосиф Буачидзе